# 844
Portal Geschichte | Portal Biografien | Aktuelle Ereignisse | Jahreskalender | Tagesartikel

◄ |
8. Jahrhundert |
9. Jahrhundert
| 10. Jahrhundert | ►

◄ |
810er |
820er |
830er |
840er
| 850er | 860er | 870er | ►

◄◄ |
◄ |
840 |
841 |
842 |
843 |
844
| 845 | 846 | 847 | 848 | ► | ►►
Staatsoberhäupter  · Nekrolog
| Januar | Januar | Januar | Januar | Januar | Januar | Januar | Januar |
| Kw     | Mo     | Di     | Mi     | Do     | Fr     | Sa     | So     |
| ------ | ------ | ------ | ------ | ------ | ------ | ------ | ------ |
| 1      |        | 1      | 2      | 3      | 4      | 5      | 6      |
| 2      | 7      | 8      | 9      | 10     | 11     | 12     | 13     |
| 3      | 14     | 15     | 16     | 17     | 18     | 19     | 20     |
| 4      | 21     | 22     | 23     | 24     | 25     | 26     | 27     |
| 5      | 28     | 29     | 30     | 31     |        |        |        |

| Februar | Februar | Februar | Februar | Februar | Februar | Februar | Februar |
| Kw      | Mo      | Di      | Mi      | Do      | Fr      | Sa      | So      |
| ------- | ------- | ------- | ------- | ------- | ------- | ------- | ------- |
| 5       |         |         |         |         | 1       | 2       | 3       |
| 6       | 4       | 5       | 6       | 7       | 8       | 9       | 10      |
| 7       | 11      | 12      | 13      | 14      | 15      | 16      | 17      |
| 8       | 18      | 19      | 20      | 21      | 22      | 23      | 24      |
| 9       | 25      | 26      | 27      | 28      | 29      |         |         |

| März | März | März | März | März | März | März | März |
| Kw   | Mo   | Di   | Mi   | Do   | Fr   | Sa   | So   |
| ---- | ---- | ---- | ---- | ---- | ---- | ---- | ---- |
| 9    |      |      |      |      |      | 1    | 2    |
| 10   | 3    | 4    | 5    | 6    | 7    | 8    | 9    |
| 11   | 10   | 11   | 12   | 13   | 14   | 15   | 16   |
| 12   | 17   | 18   | 19   | 20   | 21   | 22   | 23   |
| 13   | 24   | 25   | 26   | 27   | 28   | 29   | 30   |
| 14   | 31   |      |      |      |      |      |      |

| April | April | April | April | April | April | April | April |
| Kw    | Mo    | Di    | Mi    | Do    | Fr    | Sa    | So    |
| ----- | ----- | ----- | ----- | ----- | ----- | ----- | ----- |
| 14    |       | 1     | 2     | 3     | 4     | 5     | 6     |
| 15    | 7     | 8     | 9     | 10    | 11    | 12    | 13    |
| 16    | 14    | 15    | 16    | 17    | 18    | 19    | 20    |
| 17    | 21    | 22    | 23    | 24    | 25    | 26    | 27    |
| 18    | 28    | 29    | 30    |       |       |       |       |

| Mai | Mai | Mai | Mai | Mai | Mai | Mai | Mai |
| Kw  | Mo  | Di  | Mi  | Do  | Fr  | Sa  | So  |
| --- | --- | --- | --- | --- | --- | --- | --- |
| 18  |     |     |     | 1   | 2   | 3   | 4   |
| 19  | 5   | 6   | 7   | 8   | 9   | 10  | 11  |
| 20  | 12  | 13  | 14  | 15  | 16  | 17  | 18  |
| 21  | 19  | 20  | 21  | 22  | 23  | 24  | 25  |
| 22  | 26  | 27  | 28  | 29  | 30  | 31  |     |

| Juni | Juni | Juni | Juni | Juni | Juni | Juni | Juni |
| Kw   | Mo   | Di   | Mi   | Do   | Fr   | Sa   | So   |
| ---- | ---- | ---- | ---- | ---- | ---- | ---- | ---- |
| 22   |      |      |      |      |      |      | 1    |
| 23   | 2    | 3    | 4    | 5    | 6    | 7    | 8    |
| 24   | 9    | 10   | 11   | 12   | 13   | 14   | 15   |
| 25   | 16   | 17   | 18   | 19   | 20   | 21   | 22   |
| 26   | 23   | 24   | 25   | 26   | 27   | 28   | 29   |
| 27   | 30   |      |      |      |      |      |      |

| Juli | Juli | Juli | Juli | Juli | Juli | Juli | Juli |
| Kw   | Mo   | Di   | Mi   | Do   | Fr   | Sa   | So   |
| ---- | ---- | ---- | ---- | ---- | ---- | ---- | ---- |
| 27   |      | 1    | 2    | 3    | 4    | 5    | 6    |
| 28   | 7    | 8    | 9    | 10   | 11   | 12   | 13   |
| 29   | 14   | 15   | 16   | 17   | 18   | 19   | 20   |
| 30   | 21   | 22   | 23   | 24   | 25   | 26   | 27   |
| 31   | 28   | 29   | 30   | 31   |      |      |      |

| August | August | August | August | August | August | August | August |
| Kw     | Mo     | Di     | Mi     | Do     | Fr     | Sa     | So     |
| ------ | ------ | ------ | ------ | ------ | ------ | ------ | ------ |
| 31     |        |        |        |        | 1      | 2      | 3      |
| 32     | 4      | 5      | 6      | 7      | 8      | 9      | 10     |
| 33     | 11     | 12     | 13     | 14     | 15     | 16     | 17     |
| 34     | 18     | 19     | 20     | 21     | 22     | 23     | 24     |
| 35     | 25     | 26     | 27     | 28     | 29     | 30     | 31     |

| September | September | September | September | September | September | September | September |
| Kw        | Mo        | Di        | Mi        | Do        | Fr        | Sa        | So        |
| --------- | --------- | --------- | --------- | --------- | --------- | --------- | --------- |
| 36        | 1         | 2         | 3         | 4         | 5         | 6         | 7         |
| 37        | 8         | 9         | 10        | 11        | 12        | 13        | 14        |
| 38        | 15        | 16        | 17        | 18        | 19        | 20        | 21        |
| 39        | 22        | 23        | 24        | 25        | 26        | 27        | 28        |
| 40        | 29        | 30        |           |           |           |           |           |

| Oktober | Oktober | Oktober | Oktober | Oktober | Oktober | Oktober | Oktober |
| Kw      | Mo      | Di      | Mi      | Do      | Fr      | Sa      | So      |
| ------- | ------- | ------- | ------- | ------- | ------- | ------- | ------- |
| 40      |         |         | 1       | 2       | 3       | 4       | 5       |
| 41      | 6       | 7       | 8       | 9       | 10      | 11      | 12      |
| 42      | 13      | 14      | 15      | 16      | 17      | 18      | 19      |
| 43      | 20      | 21      | 22      | 23      | 24      | 25      | 26      |
| 44      | 27      | 28      | 29      | 30      | 31      |         |         |

| November | November | November | November | November | November | November | November |
| Kw       | Mo       | Di       | Mi       | Do       | Fr       | Sa       | So       |
| -------- | -------- | -------- | -------- | -------- | -------- | -------- | -------- |
| 44       |          |          |          |          |          | 1        | 2        |
| 45       | 3        | 4        | 5        | 6        | 7        | 8        | 9        |
| 46       | 10       | 11       | 12       | 13       | 14       | 15       | 16       |
| 47       | 17       | 18       | 19       | 20       | 21       | 22       | 23       |
| 48       | 24       | 25       | 26       | 27       | 28       | 29       | 30       |

| Dezember | Dezember | Dezember | Dezember | Dezember | Dezember | Dezember | Dezember |
| Kw       | Mo       | Di       | Mi       | Do       | Fr       | Sa       | So       |
| -------- | -------- | -------- | -------- | -------- | -------- | -------- | -------- |
| 49       | 1        | 2        | 3        | 4        | 5        | 6        | 7        |
| 50       | 8        | 9        | 10       | 11       | 12       | 13       | 14       |
| 51       | 15       | 16       | 17       | 18       | 19       | 20       | 21       |
| 52       | 22       | 23       | 24       | 25       | 26       | 27       | 28       |
| 1        | 29       | 30       | 31       |          |          |          |          |

| Januar | Januar | Januar | Januar | Januar | Januar | Januar | Januar |
| Kw     | Mo     | Di     | Mi     | Do     | Fr     | Sa     | So     |
| ------ | ------ | ------ | ------ | ------ | ------ | ------ | ------ |
| 1      |        | 1      | 2      | 3      | 4      | 5      | 6      |
| 2      | 7      | 8      | 9      | 10     | 11     | 12     | 13     |
| 3      | 14     | 15     | 16     | 17     | 18     | 19     | 20     |
| 4      | 21     | 22     | 23     | 24     | 25     | 26     | 27     |
| 5      | 28     | 29     | 30     | 31     |        |        |        |

| Februar | Februar | Februar | Februar | Februar | Februar | Februar | Februar |
| Kw      | Mo      | Di      | Mi      | Do      | Fr      | Sa      | So      |
| ------- | ------- | ------- | ------- | ------- | ------- | ------- | ------- |
| 5       |         |         |         |         | 1       | 2       | 3       |
| 6       | 4       | 5       | 6       | 7       | 8       | 9       | 10      |
| 7       | 11      | 12      | 13      | 14      | 15      | 16      | 17      |
| 8       | 18      | 19      | 20      | 21      | 22      | 23      | 24      |
| 9       | 25      | 26      | 27      | 28      | 29      |         |         |

| März | März | März | März | März | März | März | März |
| Kw   | Mo   | Di   | Mi   | Do   | Fr   | Sa   | So   |
| ---- | ---- | ---- | ---- | ---- | ---- | ---- | ---- |
| 9    |      |      |      |      |      | 1    | 2    |
| 10   | 3    | 4    | 5    | 6    | 7    | 8    | 9    |
| 11   | 10   | 11   | 12   | 13   | 14   | 15   | 16   |
| 12   | 17   | 18   | 19   | 20   | 21   | 22   | 23   |
| 13   | 24   | 25   | 26   | 27   | 28   | 29   | 30   |
| 14   | 31   |      |      |      |      |      |      |

| April | April | April | April | April | April | April | April |
| Kw    | Mo    | Di    | Mi    | Do    | Fr    | Sa    | So    |
| ----- | ----- | ----- | ----- | ----- | ----- | ----- | ----- |
| 14    |       | 1     | 2     | 3     | 4     | 5     | 6     |
| 15    | 7     | 8     | 9     | 10    | 11    | 12    | 13    |
| 16    | 14    | 15    | 16    | 17    | 18    | 19    | 20    |
| 17    | 21    | 22    | 23    | 24    | 25    | 26    | 27    |
| 18    | 28    | 29    | 30    |       |       |       |       |

| Mai | Mai | Mai | Mai | Mai | Mai | Mai | Mai |
| Kw  | Mo  | Di  | Mi  | Do  | Fr  | Sa  | So  |
| --- | --- | --- | --- | --- | --- | --- | --- |
| 18  |     |     |     | 1   | 2   | 3   | 4   |
| 19  | 5   | 6   | 7   | 8   | 9   | 10  | 11  |
| 20  | 12  | 13  | 14  | 15  | 16  | 17  | 18  |
| 21  | 19  | 20  | 21  | 22  | 23  | 24  | 25  |
| 22  | 26  | 27  | 28  | 29  | 30  | 31  |     |

| Juni | Juni | Juni | Juni | Juni | Juni | Juni | Juni |
| Kw   | Mo   | Di   | Mi   | Do   | Fr   | Sa   | So   |
| ---- | ---- | ---- | ---- | ---- | ---- | ---- | ---- |
| 22   |      |      |      |      |      |      | 1    |
| 23   | 2    | 3    | 4    | 5    | 6    | 7    | 8    |
| 24   | 9    | 10   | 11   | 12   | 13   | 14   | 15   |
| 25   | 16   | 17   | 18   | 19   | 20   | 21   | 22   |
| 26   | 23   | 24   | 25   | 26   | 27   | 28   | 29   |
| 27   | 30   |      |      |      |      |      |      |

| Juli | Juli | Juli | Juli | Juli | Juli | Juli | Juli |
| Kw   | Mo   | Di   | Mi   | Do   | Fr   | Sa   | So   |
| ---- | ---- | ---- | ---- | ---- | ---- | ---- | ---- |
| 27   |      | 1    | 2    | 3    | 4    | 5    | 6    |
| 28   | 7    | 8    | 9    | 10   | 11   | 12   | 13   |
| 29   | 14   | 15   | 16   | 17   | 18   | 19   | 20   |
| 30   | 21   | 22   | 23   | 24   | 25   | 26   | 27   |
| 31   | 28   | 29   | 30   | 31   |      |      |      |

| August | August | August | August | August | August | August | August |
| Kw     | Mo     | Di     | Mi     | Do     | Fr     | Sa     | So     |
| ------ | ------ | ------ | ------ | ------ | ------ | ------ | ------ |
| 31     |        |        |        |        | 1      | 2      | 3      |
| 32     | 4      | 5      | 6      | 7      | 8      | 9      | 10     |
| 33     | 11     | 12     | 13     | 14     | 15     | 16     | 17     |
| 34     | 18     | 19     | 20     | 21     | 22     | 23     | 24     |
| 35     | 25     | 26     | 27     | 28     | 29     | 30     | 31     |

| September | September | September | September | September | September | September | September |
| Kw        | Mo        | Di        | Mi        | Do        | Fr        | Sa        | So        |
| --------- | --------- | --------- | --------- | --------- | --------- | --------- | --------- |
| 36        | 1         | 2         | 3         | 4         | 5         | 6         | 7         |
| 37        | 8         | 9         | 10        | 11        | 12        | 13        | 14        |
| 38        | 15        | 16        | 17        | 18        | 19        | 20        | 21        |
| 39        | 22        | 23        | 24        | 25        | 26        | 27        | 28        |
| 40        | 29        | 30        |           |           |           |           |           |

| Oktober | Oktober | Oktober | Oktober | Oktober | Oktober | Oktober | Oktober |
| Kw      | Mo      | Di      | Mi      | Do      | Fr      | Sa      | So      |
| ------- | ------- | ------- | ------- | ------- | ------- | ------- | ------- |
| 40      |         |         | 1       | 2       | 3       | 4       | 5       |
| 41      | 6       | 7       | 8       | 9       | 10      | 11      | 12      |
| 42      | 13      | 14      | 15      | 16      | 17      | 18      | 19      |
| 43      | 20      | 21      | 22      | 23      | 24      | 25      | 26      |
| 44      | 27      | 28      | 29      | 30      | 31      |         |         |

| November | November | November | November | November | November | November | November |
| Kw       | Mo       | Di       | Mi       | Do       | Fr       | Sa       | So       |
| -------- | -------- | -------- | -------- | -------- | -------- | -------- | -------- |
| 44       |          |          |          |          |          | 1        | 2        |
| 45       | 3        | 4        | 5        | 6        | 7        | 8        | 9        |
| 46       | 10       | 11       | 12       | 13       | 14       | 15       | 16       |
| 47       | 17       | 18       | 19       | 20       | 21       | 22       | 23       |
| 48       | 24       | 25       | 26       | 27       | 28       | 29       | 30       |

| Dezember | Dezember | Dezember | Dezember | Dezember | Dezember | Dezember | Dezember |
| Kw       | Mo       | Di       | Mi       | Do       | Fr       | Sa       | So       |
| -------- | -------- | -------- | -------- | -------- | -------- | -------- | -------- |
| 49       | 1        | 2        | 3        | 4        | 5        | 6        | 7        |
| 50       | 8        | 9        | 10       | 11       | 12       | 13       | 14       |
| 51       | 15       | 16       | 17       | 18       | 19       | 20       | 21       |
| 52       | 22       | 23       | 24       | 25       | 26       | 27       | 28       |
| 1        | 29       | 30       | 31       |          |          |          |          |

## Ereignisse

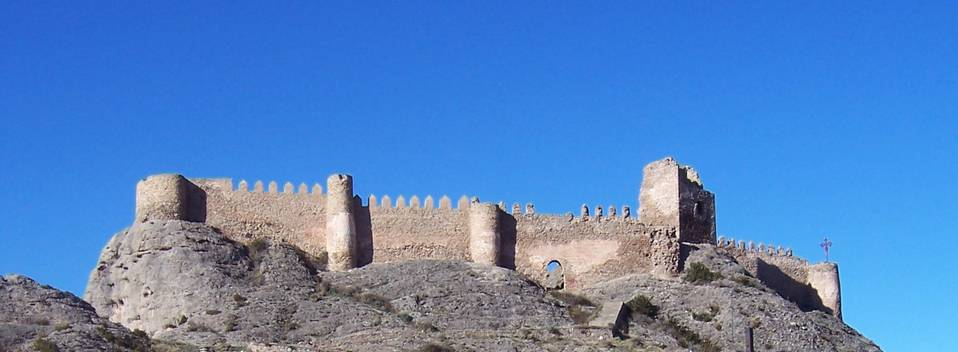
Die Burg von Clavijo

- 23. Mai: Die angebliche Schlacht von Clavijo zwischen Ramiro I. und Abd ar-Rahman II. findet nahe dem spanischen Clavijo statt.
- 25. Mai: Eine angeblich vom asturischen König Ramiro I. ausgestellte Urkunde berichtet über seinen Sieg in der Schlacht von Clavijo. Zum Dank für die Hilfe des Hl. Jakob verfüge er, dass alle Christen seines Landes eine jährliche Abgabe an die Kathedrale von Santiago de Compostela zu entrichten hätten. Die Zahlungen sind anerkannt, bis im 18. Jahrhundert die Urkunde als Fälschung zu Gunsten des Begünstigten entlarvt wird.
- Wikingerzeit: Nach einem Angriff der Wikinger auf Lissabon und Sevilla besiegt Emir Abd ar-Rahman II. von Córdoba die Angreifer vernichtend.
- Rhodri der Große wird nach dem Tod seines Vaters Merfyn Frych König des walisischen Königreichs Gwynedd.
- Erste urkundliche Erwähnung von Roding

## Gestorben

### Todesdatum gesichert
- 11. Januar: Michael I., byzantinischer Kaiser (* um 770)
- 25. Januar: Gregor IV., Papst
- 14. Februar: Bernhard von Septimanien, fränkischer Politiker (* 795)
- 14. Juni: Hugo, Sohn Karls des Großen, fränkischer Politiker (* um 805)

### Genaues Todesdatum unbekannt
- Berà, Graf von Barcelona (* um 770)
- Goztomuizli, abodritischer Samtherrscher
- Merfyn Frych, König von Gwynedd
- Nithard, fränkischer Historiker (* um 790)

### Gestorben um 844
- 844 oder 846: Rörik I., dänischer Wikingerfürst